# Ascension Health Alliance
Ascension Health Alliance, kallas oftast endast Ascension, är en amerikansk ideell förening som ägde och drev 118 sjukhus och 34 äldreboenden för år 2024. Den har religiösa anknytningar till den romersk-katolska kyrkan.

## Historik
Den ideella sjukvårdsföreningen grundades 1999 när Daughters of Charity National Health System och Sisters of St. Joseph Health System blev fusionerade med varandra. Tre år senare blev även Carondelet Health System fusionerad med Ascension.